# Thomas Hodgkin (historiker)
Thomas Hodgkin, född den 29 juli 1831 i London, död den 2 mars 1913 i Falmouth, var en engelsk historiker, brorson till läkaren Thomas Hodgkin. 
Hodgkin, som tillhörde en kväkarsläkt, var delägare i en bankirfirma i Newcastle upon Tyne och ägnade vid sidan av sin bankverksamhet mycken möda åt genomforskandet av den äldre medeltidens historia, inom vilken han vann anseende som auktoritet genom sitt stora verk Italy and her invaders (8 band, 1880–99). Bland hans övriga arbeten märks Theodoric the goth (1891), Life of Charles the great (1897) och del 1 i Longmans "Political history of England". Livlig personkarakteristik och målande episodskildringar snarare än kritisk skärpa kännetecknade hans författarskap.